# Feldpost (Bundeswehr)

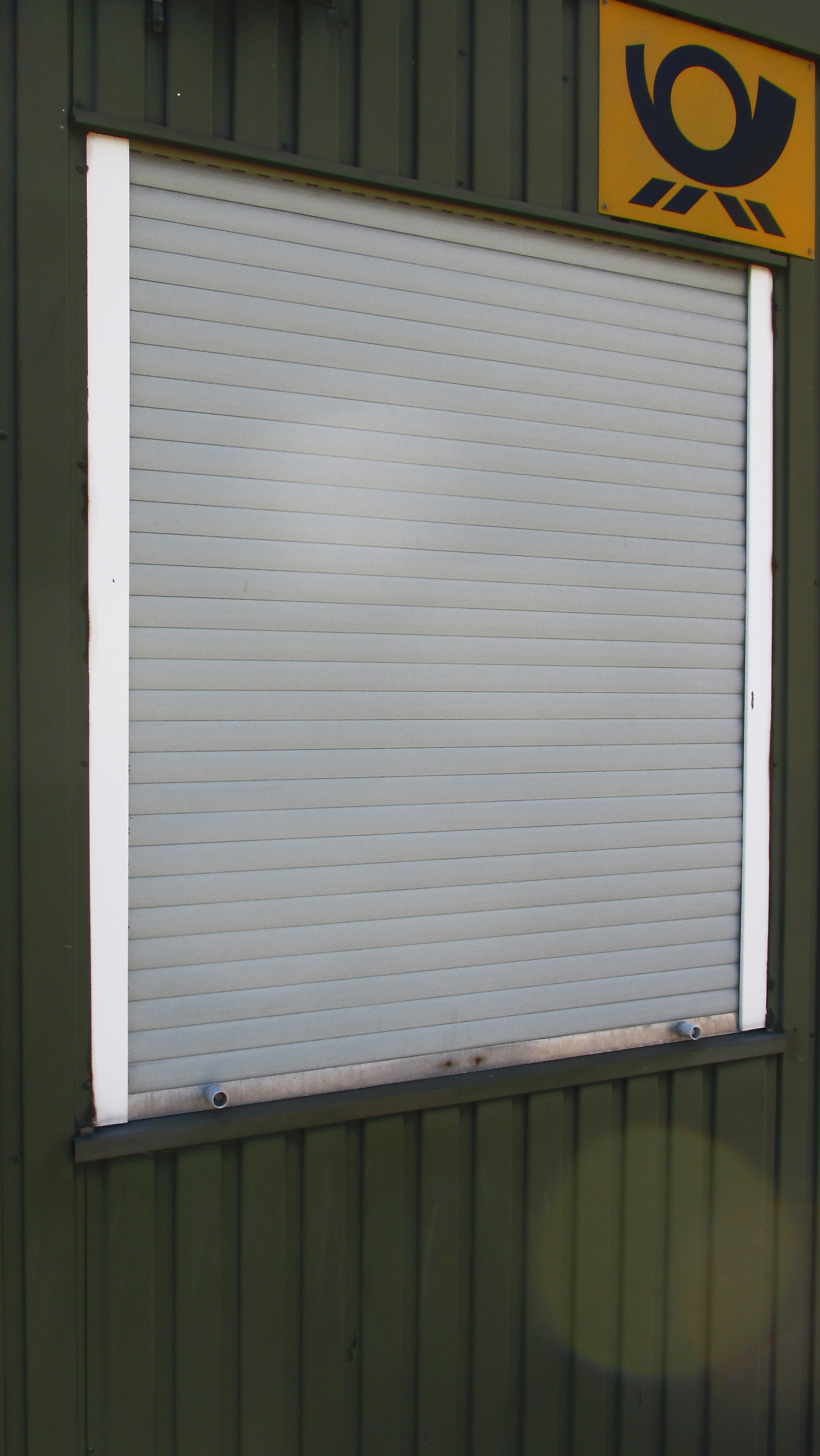
Feldpostamt der Bundeswehr – Mobiler ISO-Container

Feldpoststempel

Wappen der Feldpost

Die Feldpost der Bundeswehr verbindet die Truppe sowohl mit der Heimat als auch die Truppen untereinander.

## Geschichte
Im Jahr 1981, als Soldaten der 1. Kompanie des leichten Pionierbataillons 240 zur Erdbebenhilfe in Neapel eingesetzt waren, stellte man fest, dass es keine Postversorgung der Truppe für den Ernstfall gab. So begann die Bundeswehr im Jahr 1982, eine Feldpost einzurichten und zu üben. Mit der Heeresübung „Leuchtendes Morgenrot“ fand so die erste Übung mit Feldpostversorgung für die teilnehmende Truppe statt. Es folgten „Flinker Igel 1984“, „Fränkischer Schild 1986“, „Landesverteidigung 1988“, „Holsatia 1989“ und „Schneller Start 1990“.
1992 wurde die Feldpostleitstelle in Darmstadt gegründet. Im gleichen Jahr fand der erste Feldposteinsatz statt, als eine Sanitätseinheit im Rahmen von UNTAC in Kambodscha eingesetzt wurde. Dabei wurden 100 deutsche Sanitätssoldaten im Feldhospital von Phnom Penh von der Feldpost versorgt. Allerdings wurde der Name Feldpost offiziell erst 1993 verwendet.
Das in Kambodscha und in der Folge durch Übungen im Ausland verfeinerte Verfahren bewährte sich auch bei den folgenden Einsätzen in Somalia und bei den Übungen „Gelbe Schwinge 1993“, „Dynamic Guard 1994 Türkei“, „Strong Resolve 1995 Norwegen“, „Adventure Exchange 1995 Spanien“ und „Cobra 1997 Spanien“.
Jährlich werden etwa 1,5 Millionen Postsendungen an die Soldaten verteilt (Stand 02/2015). Oft werden im Ausland die Feldpostämter in ISO-Containern eingerichtet.

## Heutige Feldpost

### Unterstützungsbereich

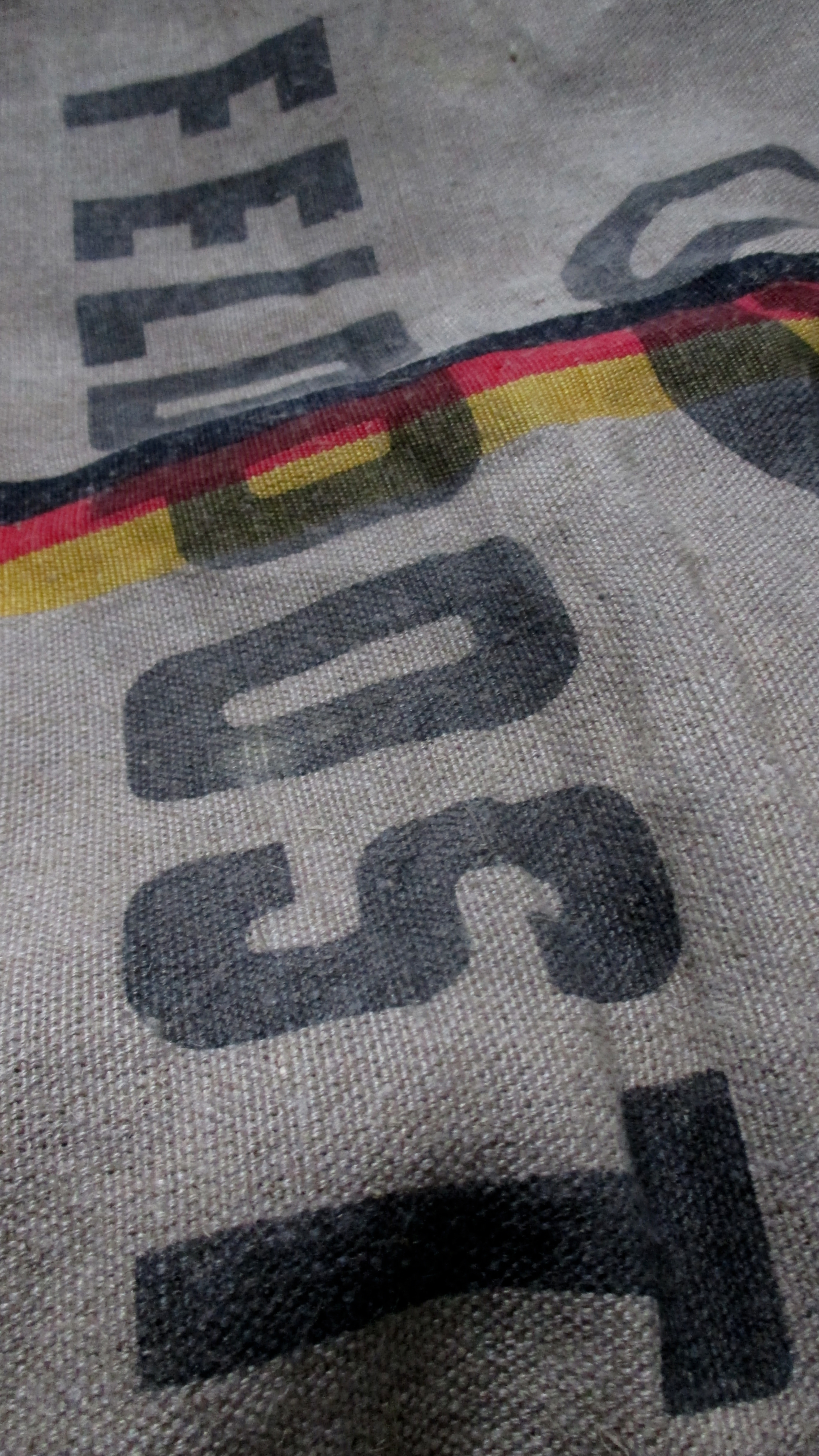
Feldpostbeutel der Deutschen Post für die Bundeswehr – 2018

Die Feldpost der Bundeswehr gehört seit 2025 zum Unterstützungsbereich, zuvor zum militärischen Organisationsbereich der Streitkräftebasis. Der Auftrag der Feldpost ist die Versorgung der Soldaten in den Einsatzgebieten der Bundeswehr mit Post- und Paketsendungen. Des Weiteren wird der Sendungsverkehr aus den Einsatzgebieten über Deutschland in alle Welt sichergestellt.
Jeder Einsatzort verfügt über eine eigene innerdeutsche Feldpostadresse bei der Feldpostleitstelle in Darmstadt. Durch die Deutsche Post AG werden Sendungen zur Feldpostleitstelle zugestellt bzw. von dort versandt. Die Feldpost fungiert dabei als Brückenglied mit bundeswehreigenen Transportkapazitäten zwischen Deutschland und den Einsatzgebieten in aller Welt.
Die bei den Feldpostämtern eingesetzten Soldaten sind Angehörige der Reserve, die in ihren zivilen Berufen bei der Deutschen Post AG tätig sind und im Rahmen einer Wehrübung die Versorgung mit Post und Paketen im Einsatz sicherstellen.

### Marine
Im Bereich der Marine wird die Feldpostversorgung nicht über die Feldpostleitstelle durchgeführt, sondern über die Flottillen, die die Post sammeln und an die einzelnen Einheiten im Operationsgebiet weiterleiten.

### Leistungsangebot der Feldpostversorgung

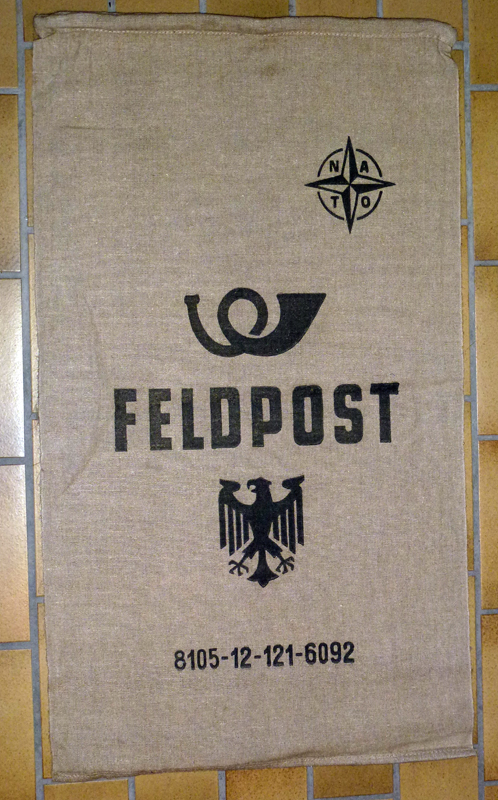
Postbeutel der Feldpost

Nachfolgende Leistungen der Deutschen Post AG können durch berechtigte Nutzer der Feldpostversorgung grundsätzlich in Anspruch genommen werden:
- Postdienst
  - Gewöhnliche Postkarten und Briefe bis 1.000 g (auch Plusbriefe),
  - Postkarten und Briefe bis 1.000 g als Einschreiben und Einschreiben Einwurf,
  - Zusatzleistungen Brief: Eigenhändig und Rückschein (nur in Verbindung mit Einschreiben),
  - Päckchen bis 2 kg und Pluspäckchen bis 10 kg,
  - Briefe bis 500 Euro Wert mit der Zusatzleistung Wert (nur in Verbindung mit Einschreiben, ausschließlich bei Sendungen ins Bundesgebiet ist der Versand von Bargeld bis max. 100 Euro zulässig) ,
  - Post-Pakete bis 31,5 kg, Abmessungen max. 120 × 60 × 60 cm,
  - Post-Pakete bis 31,5 kg mit Service „Sicher“: Transportversicherung (Höchstbetrag: 2.500 Euro), Rückschein und „Unfrei“, Abmessungen max. 120 × 60 × 60 cm,
  - Sperrgutsendungen sind nicht zugelassen. Sendungen, die o. a. Abmessungen und Gewichte überschreiten, werden von der Feldpostleitstelle/den Feldpostämtern an den Absender zurückgewiesen. Für Sendungen anderer Transportunternehmen in das Einsatzgebiet gelten die o. g. Abmessungen und Gewichtsgrenzen. Ausgenommen von der Beförderung sind ebenfalls Sendungen, deren Inhalt gegen die Luftsicherheit verstößt sowie Gefahrgut.
  - Anmerkungen
    - elektronische Freimachungen (z. B. Onlinefreimachung oder Handyporto) sind aus dem Einsatzraum nach Deutschland nicht möglich, da diese nicht auf Echtheit im Feldpostamt geprüft werden können.
    - in das Einsatzgebiet können keine Sendungen mit Identitäts- oder Altersüberprüfungen versandt werden.

- Postbank (nur in Feldpostämtern)
  - Auszahlung vom Postbank-Konto mittels Auszahlungsschein gegen Vorlage eines gültigen Ausweisdokuments, das die Anforderungen des Geldwäschegesetzes erfüllt, z. B. Personalausweis/Reisepass (max. 500 Euro pro Tag),
  - Auszahlung aus Postsparbuch; max. 2.000 Euro pro Monat (nicht SparCard!) gegen Vorlage des Personalausweises/Reisepasses,
  - Einzahlung auf Postsparbuch (nicht SparCard), max. 15.000 Euro pro Monat (Schwellenwert Geldwäschegesetz),
  - Einzahlung mit Zahlschein auf ein fremdes Bankkonto mit Vorlage eines gültigen Ausweisdokuments, das obige Anforderungen erfüllt, z. B. Personalausweis/Reisepass (max. 999,-- Euro).

## Postleitzahlen

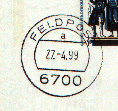
Feldpoststempel der Feldpostleitstelle Darmstadt

Ursprünglich waren die Leitzahlen der Feldpost willkürlich angeordnet, um im Ernstfall den Standort einer Einheit zu verschleiern. Mit dem Ende des Kalten Krieges war dies aber unnötig geworden. Dennoch benutzte die Feldpost bis 2004 ein eigenes Nummernsystem. Beispielhaft ist hier der Stempel der Feldpostleitstelle in Darmstadt. Die Leitzahl 6700 ist willkürlich gewählt und stand in keinem Zusammenhang mit den Postleitzahlen der Städte Darmstadt (damals 6100) oder Ludwigshafen am Rhein, die damals die 6700 hatte. Weitere Beispiele sind „731 Feldpost e“ (Feldpostamt Prizren-Airfield) und „730 Feldpost b“.
Seit dem 1. Januar 2005 hat aber auch die Feldpost auf ein geordnetes System umgestellt, sodass seither aus der Feldpostnummer auf den Einsatz geschlossen werden kann. So gilt seit diesem Datum:
- Ohne Nummer: Sonderfeldpostämter in Deutschland (z. B. Kieler Woche)
- 1111: Sonderfeldpostamt zum Tag der offenen Tür im Verteidigungsministerium
- Ab 2015 wurden wieder Einschreiben bei den Sonderfeldpostämtern zugelassen, diese wurden z. B. mit diversen vierstelligen Feldpostnummernstempel abgeschlagen z. B. 6421 beim Hamburger Hafengeburtstag 2015.
- Seit Einführung des Tages der Bundeswehr im Jahr 2015 beteiligt sich die Feldpost an diversen Standorten ebenfalls mit einem Sonderfeldpostamt. Eingesetzt wurden diverse vierstellige Feldpostnummerstempel, abgeschlagen wurde diese auf Standard- und eingeschriebene Briefsendungen.
- 6400–6409: Feldpostleitstelle Darmstadt
- 6410–6419: EUFOR-Einsatz Bosnien und Herzegowina
- 6420–6429: KFOR-Einsatz Kosovo
- 6430–6439: ISAF-Einsatz Afghanistan
- 6490a: EUFOR-Einsatz DR Kongo, Feldpostamt Libreville, Gabun
- 6490b: EUFOR-Einsatz DR Kongo, Feldpostamt Kinshasa, DR Kongo

Diese Postleitzahlen erscheinen allerdings nur im Poststempel. Sie sind nicht Bestandteil der jeweiligen Feldpostadresse, zumal es seit 1993 fünfstellige Postleitzahlen gibt.